# Wechselwarmes Tier

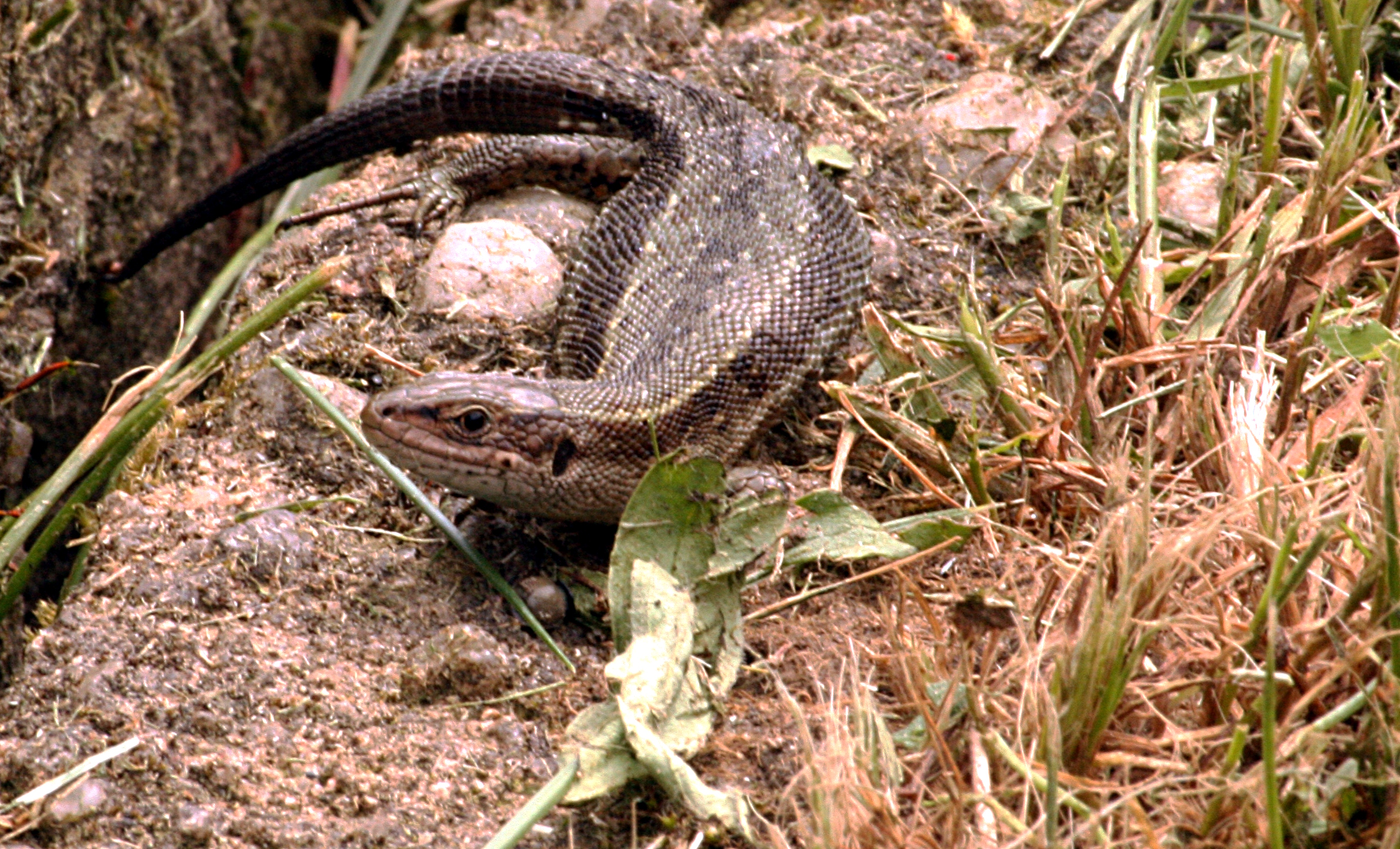
Sonnenbadende Eidechse

Als wechselwarme Tiere, synonym poikilotherme Tiere (von altgriechisch ποικίλος poikilos „mannigfaltig, wechselnd“ und θερμός thermos „warm“) bezeichnet man Tiere, deren variable, wechselnde Körpertemperatur von der Außentemperatur abhängt. Wechselwarme Tiere sind in der Regel ektotherm, sie gewinnen ihre Wärme aus der Umgebungstemperatur. Der Gegenbegriff sind die gleichwarmen Tiere, mit dem Fachbegriff die homoiothermen (auch: homöothermen oder isothermen) Tiere, die ihre Körpertemperatur gleichförmig halten. Gleichwarme Tiere gewinnen ihre Wärme in der Regel durch Stoffwechselvorgänge im Körperinneren, sie sind also endotherm.
Die Körpertemperatur wechselwarmer Tiere hängt von der Umgebungstemperatur ab. Sie bleibt also dann konstant, wenn die Umgebungstemperatur auch konstant ist, etwa bei Tiefseefischen. Die umgangssprachliche Bezeichnung „kaltblütig“ sollte aber vermieden werden, da sich wechselwarme Tiere, etwa durch Sonnenbaden, auf dieselbe Körpertemperatur erwärmen können wie gleichwarme. Auch wechselwarme Tiere können wie die gleichwarmen Tiere durch Muskelbewegungen, also Stoffwechselvorgänge, hohe Körpertemperaturen erreichen, etwa die aktiv dauerschwimmenden Thunfische und Haie. Insekten wie Hummeln und Honigbienen erzeugen durch Muskelzittern der großen Flugmuskeln Wärme, die Honigbienen halten damit sogar die Temperatur ihres Nests im Winter recht konstant über der Umgebungstemperatur, allerdings nicht die individuelle Körpertemperatur. Wechselwarm und ektotherm sind also miteinander zusammenhängende, aber keine synonymen Begriffe. Die Gleichsetzung von wechselwarm/poikilotherm mit ektotherm und gleichwarm/homoiotherm mit endotherm, wie manchmal sogar in Unterrichtsmaterialien zu finden, sollte deshalb vermieden werden.
Endotherme Tiere benötigen zur Aufrechterhaltung der Körpertemperatur einen sehr hohen Energieumsatz, der denjenigen der Ektothermen um das acht- bis zehnfache übertrifft. Für eine gleichmäßige Körpertemperatur müssen sie gerade bei Kälte ihren Energieumsatz noch weiter erhöhen, diese Strategie wird als tachymetabolisch umschrieben. Dem gegenüber können Tiere mit wechselnder Körpertemperatur sich diesen Aufwand sparen und den Grundumsatz bei Kälte stark herunterfahren, als bradymetabolisch bezeichnet. Der Preis dafür ist, dass sie lange Zeit weitab von ihrem thermischen Optimum leben müssen. Gleichwarme Tiere können sich diese Strategie also nur bei günstigen Bedingungen leisten. Viele Gleichwarme geben die Strategie daher bei ungünstigen Bedingungen wie Nahrungsmangel zeitweise auf. Der Zustand wird dann Torpor genannt. Tierarten, die im Sommer gleichwarm und im Winter wechselwarm sind, wie etwa der Siebenschläfer, werden manchmal „heterotherm“ genannt. 
Wechselwarme Tiere geraten hingegen oft in Stress, wenn sie abseits ihres thermischen Optimums leben müssen. Dies können verschiedene Tierarten sehr verschieden gut aushalten. Viele Arten, die in relativ gleichmäßig temperierten Umwelten leben, etwa in kühlen Bächen oder in Höhlen, sind nur an sehr geringe Temperaturschwankungen angepasst, das wird stenotherm genannt. Andere Arten, etwa Bewohner der Gezeitenzone der Meeresküsten, können dort nur überleben, wenn sie extreme Schwankungen der Körpertemperatur ertragen, das wird eurytherm genannt.
Die meisten Tiere sind wechselwarm, beispielsweise alle wirbellosen Tiere und die meisten Arten der Wirbeltiere, etwa alle Fische, Amphibien und Reptilien. Gleichwarm sind dagegen alle Vögel und Säugetiere (zu Einschränkungen dazu vergleiche aber Torpor).
Grundsätzlich entspricht die Körpertemperatur wechselwarmer Tiere der Umgebungstemperatur. Aufgrund der RGT-Regel sind sie bei niedrigen Temperaturen weniger aktiv. Allerdings beeinflussen wechselwarme Tiere durch ihr Verhalten die Körpertemperatur. So suchen viele Reptilien gezielt sonnige oder schattige Plätze auf, einige Reptilien nutzen sogar die Wärmebildung gleichwarmer Arten (Kleptothermie genannt).